# James Colnett
James Colnett (bapteig 1753 (?) – 1 de setembre de 1806) va ser un oficial de la Royal Navy, un explorador i un comerciant marítim de pells. Exercí sota James Cook durant el seu segon viatge d'exploració. James Colnett va ser implicat en l'acord de l'estret de Nootka.

## Biografia
Colnett nasqué al comtat de Devon al poble de Devonport el 1753. El 1770 s'enrolà a la Royal Navy.
Abans de la Crisi de Nootka de 1789, Espanya tractava com enemics tots els mariners estrangers de l'Oceà Pacífic. Una de les amenaces a les reivindicacions de terres de l'occident americà dels espanyols eren els comerciants de pells russos. Juan Pérez va ser el primer en embarcar-se cap al llunyà nord d'Amèrica l'any 1774 i va arribar el mateix any a l'arxipèlag Haida Gwaii («illes de la Reina Carlota» amb llur nom colonial). Subsequents expedicions es va emprendre el 1775, 1779, i el 1788. Es van adquirir informacions detallades sobre les activitats dels russos a Alaska incloent el control rus de l'estret de Nootka. Rússia, Gran Bretanya i Espanya van construir forts a la zona.
El 1789 Estebàn José Martínez ocupà l'estret de Nootka, capturà vaixells britànics i va fer prisoners, entre ells James Colnett, que van portar a San Blas a Califòrnia. Pel fet de la Revolució Francesa, França, aleshores l'aliada d'Espanya, no estava en condicions d'ajudar Espanya i aquesta va haver de signar les Convencions de Nootka i pagar indemnitzacions.